# Adrian Cunningham
Adrian Cunningham (* um 1980) ist ein australischer Musiker (Tenorsaxophon, Klarinette, auch Flöte, Komposition) des Modern und Mainstream Jazz.

## Leben und Wirken
Cunningham arbeitete nach seinem Abschluss (mit Auszeichnung) am Sydney Conservatory of Music als Jazzklarinettist zunächst in der Jazzszene von Sydney; erste Aufnahmen entstanden 2000, als er bei John Morrison & Swing City spielte. 2004 legte er sein Debütalbum Unspoken vor und tourte mit seiner eigenen Band. In den folgenden Jahren spielte er u. a. bei Galapagos Duck und in der
Sydney All Star Big Band, mit Dan Barnett, Ingrid James, und Christine Reisner und trat beim Montreux Jazz Festival auf. Nach einem Amerikabesuch zog er 2008 nach New York City, wo er in der Baby Soda Jazz Band und ab 2010 mit Musikern wie Wycliffe Gordon, René Marie, Bria Skonberg, Nicki Parrott, Bob Merrill und in der Ken Peplowski Big Band wirkte. Im Bereich des Jazz war er laut Tom Lord zwischen 2000 und 2017 an 30 Aufnahmesessions beteiligt.

## Diskographische Hinweise
- Ain’t That Right! The Music of Neal Hefti (Arbors Records, 2014), mit Wycliffe Gordon, Dan Nimmer, Corcoran Holt, Chuck Redd
- Jazz Speak (Arbors), mit Ted Rosenthal, John Clayton, Jeff Hamilton
- Adrian Cunningham/Ken Peplowski: Duologue (Arbors, 2017), mit Renee Rosnes, Martin Wind, Matt Wilson
- Adrian Cunningham & His Friends Play Lerner & Loewe (Arbors, 2019), mit Randy Brecker, Wycliffe Gordon, Fred Hersch, John Hébert, Eric McPherson